# Kurd E. Heyne
Kurd Erich Heyne (* 3. Oktober 1906 in Braunschweig; † 7. Mai 1961 in Luzern) war ein deutscher Schauspieler, Regisseur, Kabarettist und Autor.

## Leben
Heyne legte sein Abitur 1926 am Realgymnasium in Braunschweig ab und spielte in dieser Zeit bereits intensiv Schultheater, u. a. auch mit Norbert Schultze. Er studierte Philologie in Göttingen und Berlin, später in München. Erste Erfolge hatte der Sohn eines Buchprüfers als Gesangstexter und gemeinsam mit Helmut Käutner und Bobby Todd war er Mitbegründer der Kabarettgruppe Die vier Nachrichter. Nach deren Verbot 1935 verlegte er sich aufs Stückeschreiben für das Theater. Zu So leben wir komponierte er auch selbst die Musik. Auch verfasste er mehrere Stücke zusammen mit Helmut Käutner, zum Teil zusammen mit Bernhard Eichhorn (wie z. B. Juchten und Lavendel), sowie Ein Mann kommt in die Stadt mit Werner Finck.
Nach seiner Emigration in die Schweiz 1938 etablierte sich Heyne als Schauspieler und Regisseur am Basler Stadttheater, wo er zeitlebens blieb. Daneben betrieb er intensive Hörspielarbeit für den Schweizer Rundfunk, nach dem Krieg auch wieder für deutsche Stationen. Die von Heyne noch zu Nachrichter-Zeiten mit verfasste Komödie Der Apfel ist ab wurde 1948 von Käutner in Deutschland unter dem Titel Der Apfel ist ab verfilmt.

## Publikationen
- Kurd Erich Heyne: Wildtöter. Ariola GmbH, Gütersloh um 1958, DNB 452007771 (Sprechplatte, Hörspiel).
- Kurd Erich Heyne: Gib her den Speer, Penelope! Erinnerungen an die Nachrichter. Hamburg 1965, DNB 577783602 (Schallplatte).